# Kazimierz Bielski (1860–1939)
Kazimierz Bielski (ur. 29 lipca 1860 w Bodiaczowie, zm. 23 maja 1939 w Poznaniu) – polski inżynier technolog, profesor i kierownik Wydziału Mechanicznego Szkoły Morskiej w Tczewie i Państwowej Szkoły Morskiej w Gdyni.

## Życiorys
Urodził się 29 lipca 1860 r. w majątku rodziny Bielskich w Bodiaczowie, w późniejszym powiecie horochowskim na Wołyniu. Był pierworodnym synem Władysława Bielskiego, powstańca styczniowego, zesłanego na Syberię i Józefy z Kosińskich. Miał trójkę rodzeństwa: Władysława, Wiktora i Amelię.
Edukację rozpoczął w siedmioklasowej szkole realnej w Równem, a następnie zdał egzamin konkursowy do renomowanego Instytutu Politechnicznego w Petersburgu, który ukończył z nagrodą i złotym medalem (nie korzystał zupełnie z pomocy finansowej matki, zarabiał na życie korepetycjami).
Pracę zawodową rozpoczął w 1887 roku w czesalni i prasowalni bawełny w Bucharze, następnie przez dwa lata (1887–1889) pracował jako inżynier technolog w Newskich Zakładach, a po ich likwidacji – w petersburskich Zakładach Putiłowskich. W tym okresie odbył staże w kilku znanych stoczniach m.in. Schichaua w Elblągu, Normana w Hawrze oraz Yarrowa i Thornycrofta w Anglii. W roku 1892 przeniósł się do warsztatów naprawczych Towarzystwa „Kaukaz i Merkury” w miejscowości Spasskij Zaton. Pełnił tam funkcję kierownika i głównego mechanika. Wtedy też opracował sposób remontu statków podczas zimy, bezpośrednio w lodzie, bez konieczności wyciągania ich na ląd.
W 1987 roku założył wraz z pięcioma wspólnikami fabryczkę wyrobów kutolanych, w Siestroniecku pod Petersburgiem. Funkcjonowała ona do połowy 1900 roku, specjalizowała się w budowie kotłów typu Belleville’a. Od połowy 1900 roku rozpoczął pracę we Franko-Rosyjskiej Fabryce Maszyn i Kotłów Okrętowych w Petersburgu, w której pracował do 1916 roku, pełniąc kolejno funkcje: kierownika biura konstrukcyjnego, zastępcy dyrektora technicznego i dyrektora technicznego. W trakcie pracy w tym zakładzie projektował napędy i mechanizmy okrętowe dla różnego typu okrętów dla floty rosyjskiej, m.in. „Oleg”, „Admirał Makarow”, „Bajan”, „Gangut”, „Nawarin”, „Borodino”, „Andriej Pierwozwannyj”, „Wołga”, „Chiwiniec”, „Aurora” (konserwacja). Pod jego kierownictwem zakończono modernizację i przygotowanie zakładu do produkcji turbin parowych i zbudowano około 350 kotłów okrętowych. Brał także udział w próbach odbiorczych okrętów budowanych dla Rosji w stoczni w Tulonie oraz pełnił funkcję inspektora nadzoru dla fabryk produkujących wyposażenie okrętowe na terenie Rosji i Finlandii. Ostatnim zakładem pracy na terenie Rosji była fabryka „Dynamo” w Petersburgu, gdzie pełnił funkcję dyrektora technicznego.

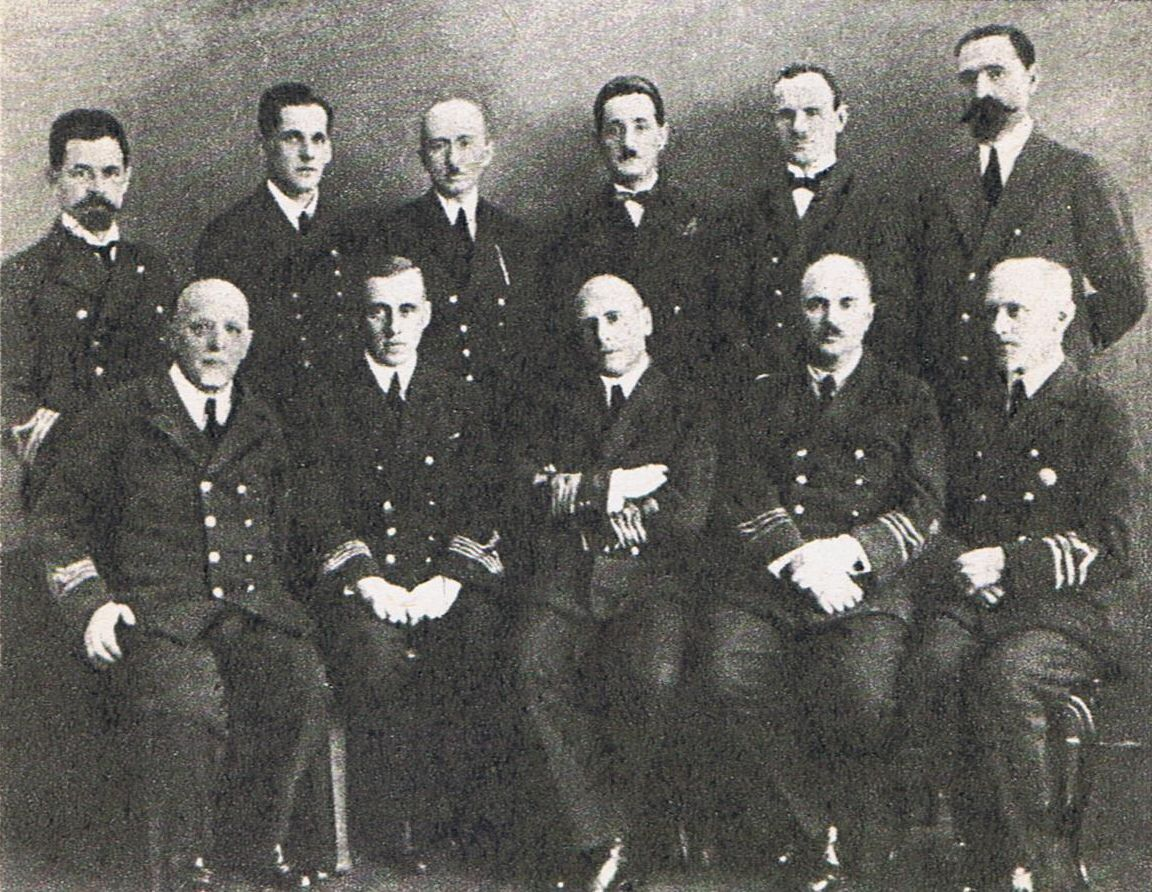
Wykładowcy Szkoły Morskiej w Tczewie. Stoją od lewej: Stanisław Dłuski, Antoni Ledóchowski, Aleksander Maresz, Aleksy Majewski, Witold Komocki, Tadeusz Kokiński. Siedzą od lewej: Kazimierz Bielski, Mamert Stankiewicz, Antoni Garnuszewski, Gustaw Kański, Jan Roiński

Po odzyskaniu przez Polskę niepodległości znalazł się w 1919 roku Warszawie, gdzie został głównym inżynierem warsztatów naprawczych Żeglugi Wiślanej oraz przystąpił do Stowarzyszenia Pracowników na Polu Rozwoju Żeglugi „Bandera Polska”. W czerwcu 1920 roku został powołany na stanowisko kierownika Wydziału Mechanicznego, tworzonej w Tczewie, Szkoły Morskiej. W okresie istnienia Szkoły w Tczewie rodzina Kazimierza Bielskiego inspirowała życie kulturalne miasta, zorganizowała teatr amatorski, a ich dom był jednym ze znanych ośrodków polskości. Często gościł uczniów, którzy nazywali Kazimierza Bielskiego „Dziadkiem”. W pierwszym okresie pracy nie tylko wykładał, ale ustalał programy nauczania, starał się o pomoce naukowe, sprowadzał fachowe książki i czasopisma zagraniczne, które tłumaczył na język polski, pisał własne skrypty i podręczniki.
Szkoła Morska została w 1930 roku przeniesiona do nowo wybudowanej siedziby w Gdyni, a wraz z nią wszyscy profesorowie. Kazimierz Bielski wraz z rodziną zamieszkał w Domu Profesorskim mieszczącym się obok Szkoły, z którą nie chciał się rozstać, mimo że w 1926 roku otrzymał propozycję objęcia katedry na Politechnice Warszawskiej. W 1935 roku, w wieku 75 lat, przeszedł na emeryturę. Uroczyste pożegnanie miało miejsce na fregacie szkolnej „Dar Pomorza”, po jej powrocie z rejsu dookoła świata.
W okresie swojej pracy w szkole Kazimierz Bielski wypromował 190 oficerów mechaników oraz był autorem podręczników, które służyły kształceniu na uczelniach polskich, a w latach wojny w Londynie i Southampton, ułatwiały przygotowanie nowych oficerów do żeglugi alianckiej.

Po zakończeniu pracy zawodowej, zamieszkał w Poznaniu, przy ulicy Artura Grottgera ze swoją córką Joanną i jej mężem Tadeuszem Chrząszczewskim oraz wnuczkami. Zmarł 23 maja 1939 roku i został pochowany na Cmentarzu Górczyńskim w Poznaniu (kwatera VPg-2-19). W ceremonii pogrzebowej uczestniczyła delegacja ze Szkoły Morskiej w Gdyni. 

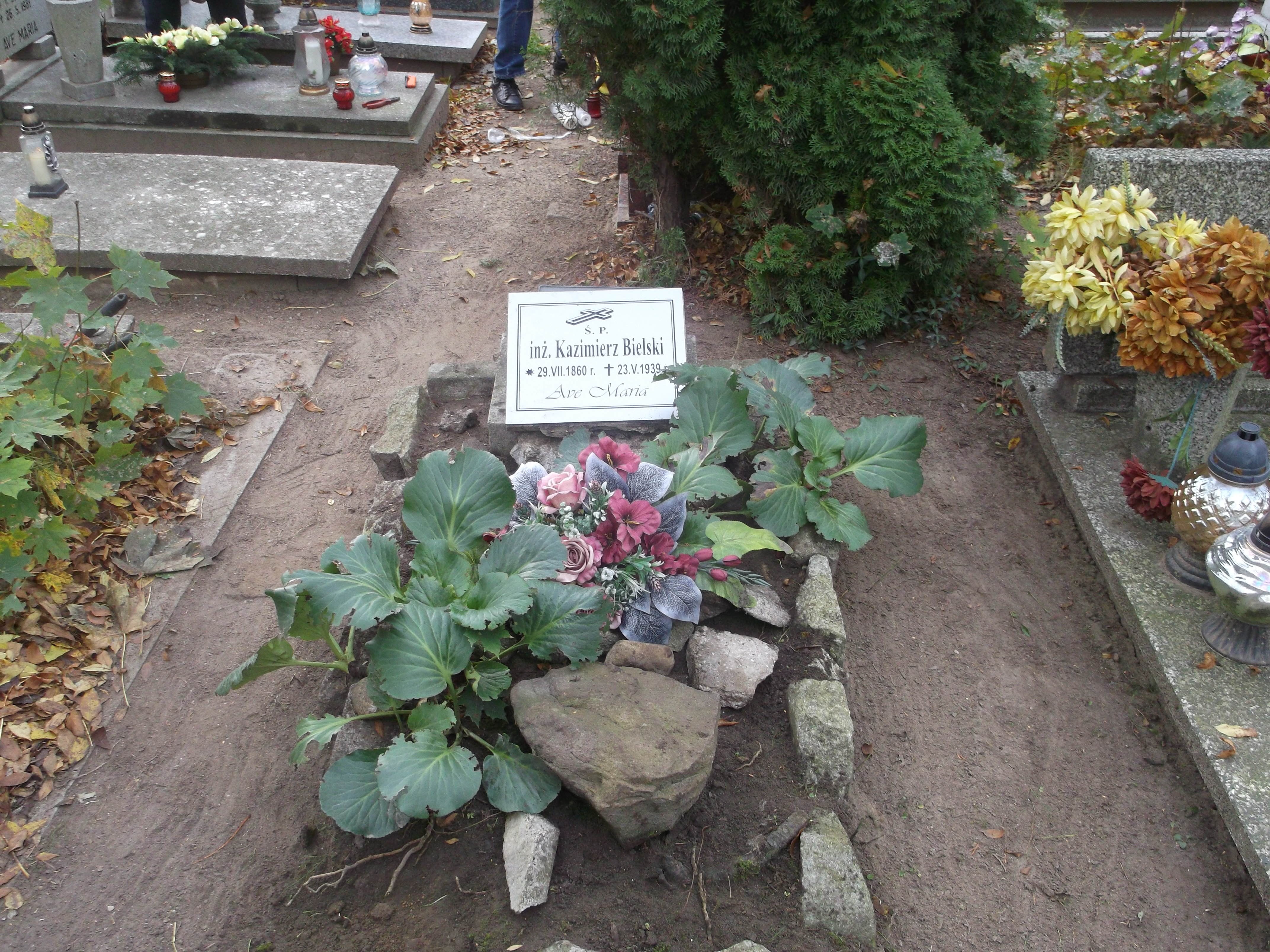
Grób Kazimierza Bielskiego Cmentarz: Górczyn w Poznaniu, kwatera VPg, rząd 2, miejsce 19

## Publikacje
- Mechanika teoretyczna, Kazimierz Bielski, 1928.
- Prawidłowe wykonywanie rysunków maszynowych podług Polskich Norm Kreślenia Technicznego, Kazimierz Bielski, 1928.
- Turbiny parowe i zastosowanie ich do napędu statków oraz podstawowe wiadomości z termodynamiki, Kazimierz Bielski, 1929.
- Mechanizmy okrętowe. Rozrząd pary, Kazimierz Bielski, 1934.
- Mechanizmy okrętowe. Atlas części maszyn i kotłów parowych, Kazimierz Bielski, 1935.
- Mechanizmy okrętowe. Moc i sprawność maszyn parowych, Kazimierz Bielski, przed 1935.

## Ordery i odznaczenia

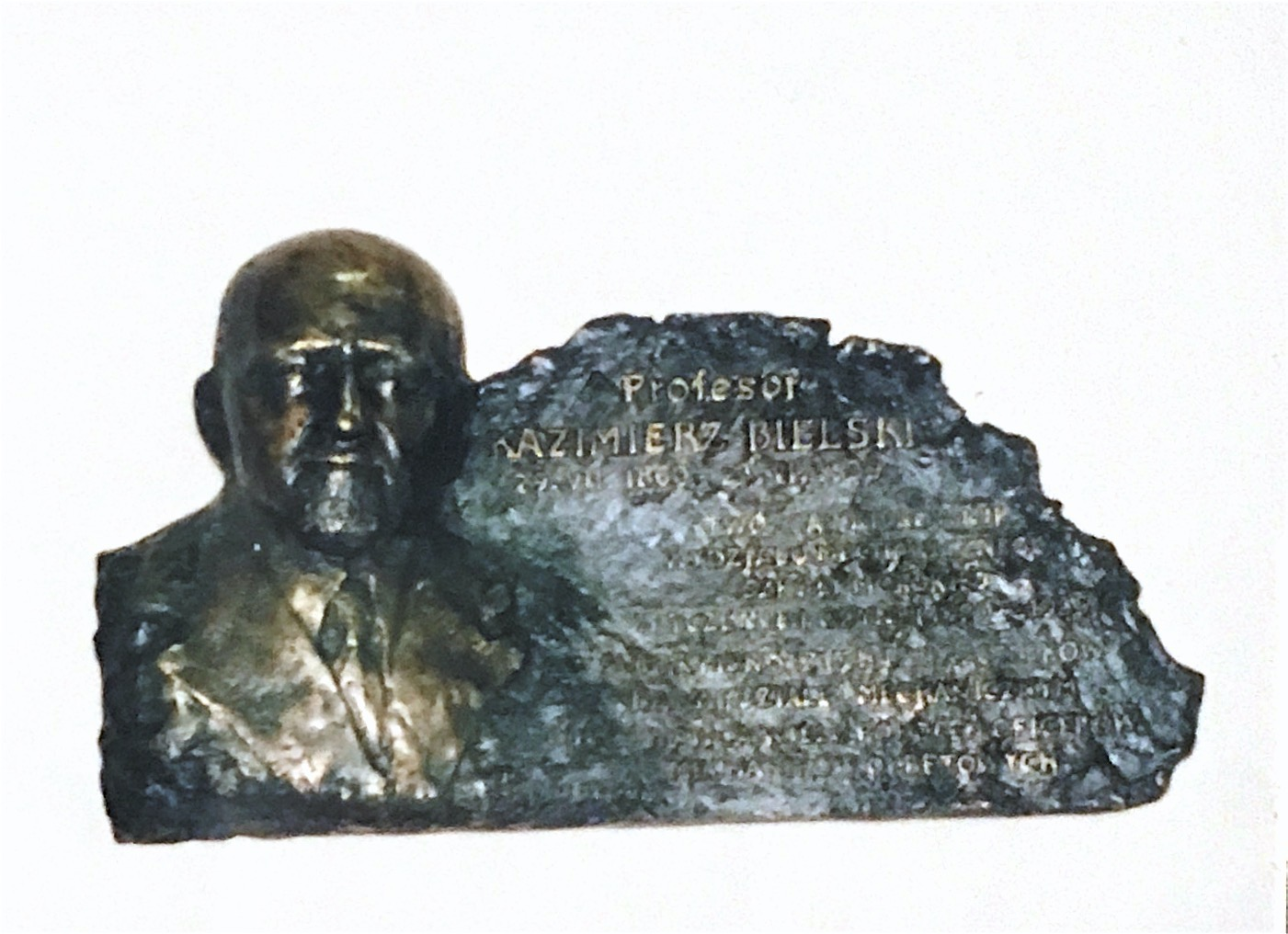
Zdjęcie tablicy upamiętniającej prof. Kazimierza Bielskiego przed salą wykładową

- Złoty Krzyż Zasługi (23 czerwca 1927)[5]
- Medal Dziesięciolecia Odzyskanej Niepodległości (1929)
- Order Świętej Anny II klasy z mieczami (Imperium Rosyjskie)
- Order Świętego Stanisława II klasy z mieczami (Imperium Rosyjskie)[3]

## Życie prywatne
Żonaty z Eugenią Reutt (zm. 1929) pochodzącą z polskiego domu, z tzw. Inflant polskich, okolic Dyneburga. Rodzina Reuttów posiadała na tych ziemiach spory majątek Kamieniec, składający się z kilku folwarków, lasu i jeziora, po którym kursował statek parowy. Miał córkę Joannę (ur. 24 czerwca 1900) oraz dwie wnuczki: Aleksandrę i Annę.

## Upamiętnienie
- 8 grudnia 2003 sala wykładowa na Wydziale Mechanicznym Akademii Morskiej w Gdyni otrzymała imię inżyniera technologa Kazimierza Bielskiego, pierwszego kierownika Wydziału Mechanicznego Szkoły Morskiej w Tczewie od roku 1920[1].